# Puerto de San Antonio
El puerto de San Antonio es el terminal marítimo ubicado en la ciudad del mismo nombre en la Región de Valparaíso, Chile. Es el principal puerto del país, representando en 2019 alrededor del 46% de la transferencia de carga total a nivel nacional. Durante 2023, Puerto San Antonio transfirió 21.001.161 toneladas de carga, con un total de 1.540.538 TEU.

## Historia

### Orígenes
Hacia fines del siglo XVI el mercader español Antonio Núñez de Fonseca, pionero en la construcción de bodegas en el puerto de Valparaíso, decide instalar la primera bodega en estas costas con el objetivo de guardar productos agrícolas de la región y la salazón del pescado seco que era enviado a Santiago y Valparaíso, uno de los alimentos más usado por los españoles en las travesías marítimas.
La construcción de la bodega y de algunos barcos para hacer la travesía marítima hacia Valparaíso y Concón fueron los primeros vestigios de la actividad portuaria en una zona que se dedicaba netamente a la pesca.
El desarrollo histórico del puerto tiene como antecedente que en 1770 la zona ya era habitada por 26 familias que en su mayoría se dedicaban a la industria pesquera, además de prestar servicios para la defensa de la costa ante ataques de corsarios y abastecer de alimentos a naves que recalaban en la bahía.

### sigloXIX

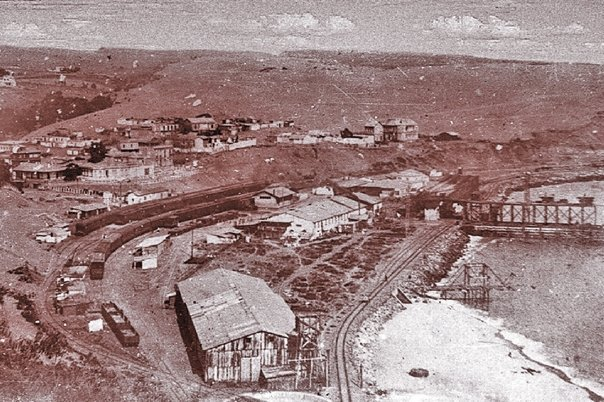
Puerto de San Antonio hacia 1915.

Tras la independencia de Chile, San Antonio sería habilitado como un puerto menor. El diputado Bernardo José de Toro fue quien presentó ante el Congreso un proyecto de ley para declarar de utilidad pública los terrenos, fundamentalmente para proporcionar un canal de exportación a productos agrícolas. Finalmente se oficializaría en 1844, declarándose como puerto menor a "San Antonio de las Bodegas".
El 14 de enero de 1850, durante la presidencia de Manuel Bulnes, se dictaría la ejecución de las primeras obras públicas para habilitar adecuadamente el puerto. Se levantó un plano marcando los accidentes geográficos de la zona, determinando el punto apropiado para construir un muelle. Los terrenos se distribuyeron en sitios, teniendo como objetivo la edificación de bodegas.
La importancia del puerto se manifestó claramente tras el bloqueo, y posterior bombardeo español, al puerto de Valparaíso. Estas circunstancias obligaron a habilitar a San Antonio como puerto mayor, llegando a despachar 30 buques diariamente.
En 1873 un grupo de accionistas, entre los que destacan Manuel Ballesteros Ríos y Melchor Concha y Toro, forman la Sociedad de Bodegas de los Puertos de San Antonio, con el fin de promover el establecimiento y construir nuevas bodegas. Un año más tarde se autoriza la construcción de un muelle y se le concede a la sociedad una extensión de 800 metros cuadrados para levantar una bodega.
Durante el gobierno de José Manuel Balmaceda se desarrollaría un proyecto fundamental para San Antonio: la construcción de un ferrocarril que uniría la localidad con la ciudad de Santiago. Las obras se desarrollaron a pesar de la Revolución de 1891, incluso con mayor intensidad debido a que se pensaba en un posible desembarco de la escuadra en estas costas y no en Quintero. Tras la revolución se verían paralizados los trabajos, dejando el ramal construido solo hasta Melipilla.

### sigloXX

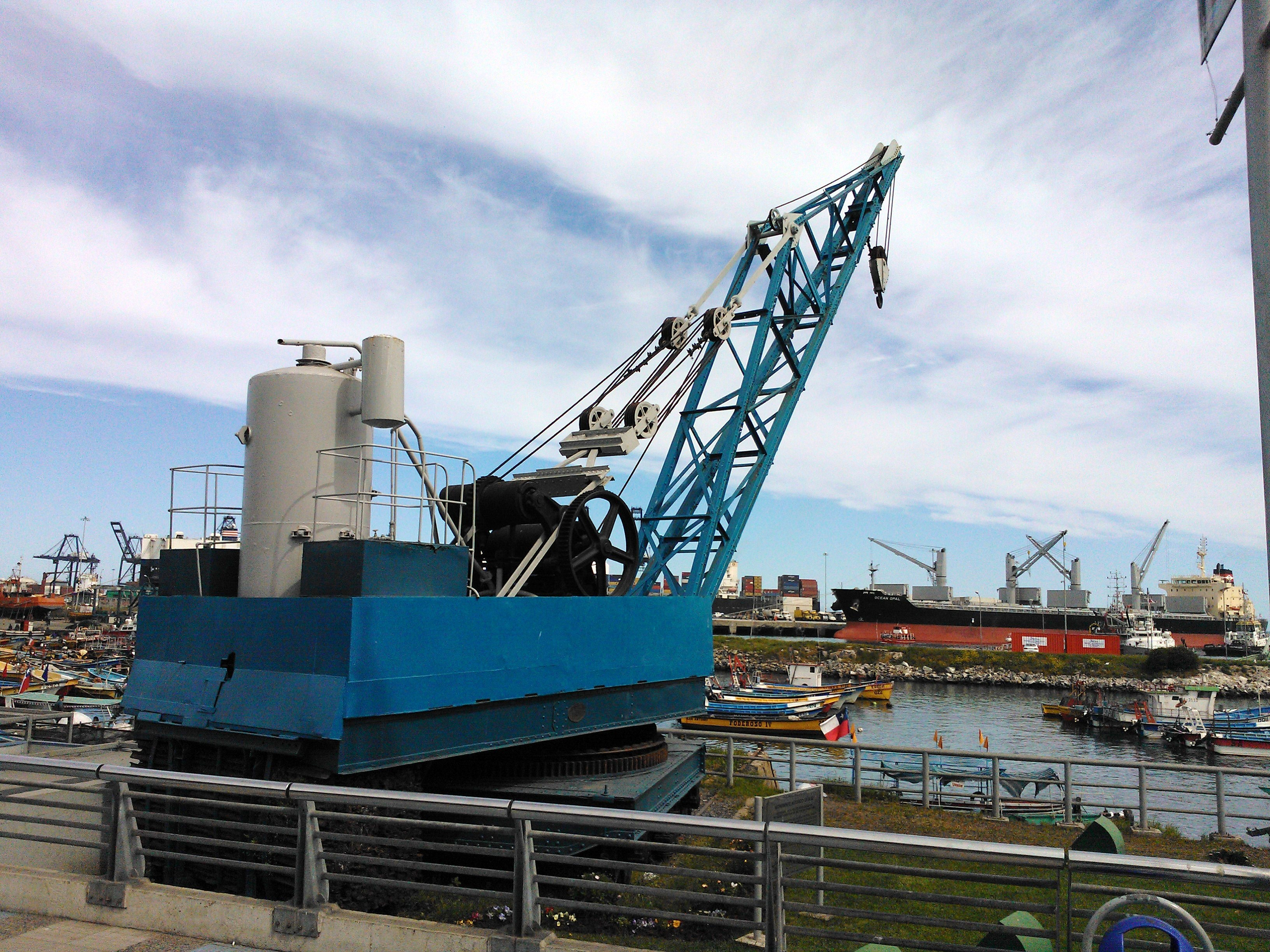
Grúa 82.

En los primeros años del siglo se destaca la necesidad de completar los trabajos del ferrocarril, fundamentalmente para facilitar la exportación de cereales y minerales, además de encontrar una vía más directa para la llegada de carga desde Europa.
El 7 de septiembre de 1910 fue promulgada la ley que autorizaba contratar las obras de mejoramiento del puerto, las cuales estarían a cargo de la empresa francesa Pinguely. Dos años más tarde, el 5 de mayo de 1912, el presidente Ramón Barros Luco colocaría la primera piedra del proyecto a bordo de la Grúa 82. Esta grúa, fabricada de acero y que está declarada monumento histórico nacional, fue construida en 1911 y destacaba por la capacidad de levantar hasta 22 toneladas. La misma se utilizaría para la construcción del molo Panul, otra obra importante del puerto.
A partir de 1922 se ejecutaron obras como nuevas bodegas, servicio de alcantarillado, agua potable y alumbrado público.
En 1924 se autorizó el comercio a través de este puerto con igualdad al de Valparaíso. Entre las compañías más importantes que transferían carga estaban Braden Copper Company, Ford Motor Company y W. R. Grace and Company.
Años más tarde se comunicaría a través del ferrocarril con Talagante. Para 1940 el puerto de San Antonio despachó 800 buques, con un embarque aproximado de 2 millones de toneladas.

### sigloXXI
En la actualidad, San Antonio se consolida como el principal puerto de Chile en transferencia de carga. En 2018 estuvo clasificado como el décimo puerto más activo de América Latina en movimiento de contenedores según datos estadísticos de la Cepal. En 2019 fueron transferidas más de 22 millones de toneladas, lo que representó alrededor del 46% del total nacional.

#### Puerto de Gran Escala
El Puerto de Gran Escala (PGE) es un proyecto que contempla la construcción de dos terminales de contenedores con una línea de atraque de 1730 metros cada uno y una capacidad global de 6 millones de TEU anuales.
Además, se debe construir un rompeolas de 3900 metros, obra para la cual deberá dragarse toda la dársena interior y los accesos, lo  cual supone un volumen estimado de 13 millones de metros cúbicos. Para cada una de las terminales se contempla un acceso ferroviario y un sistema operativo que contará con grúas STS, RMG, straddle carriers y tractores de patio.
La inversión se estima en 3500 millones de dólares, siendo actualmente considerado el mayor proyecto portuario del país. Permitirá atender a buques portacontenedores de 400 metros de eslora, algo que actualmente no se puede realizar en Chile. En 2020 fue presentado el estudio de impacto ambiental del proyecto ante el Sistema de Evaluación de Impacto Ambiental.
Actualmente el proyecto PE se encuentra detenido y en replanteamiento debido a las más de 3000 observaciones ciudadanas efectuadas en 2021 en el proceso de Participación Ciudadana convocado por el EIA, debido a los graves impactos socio-ambientales que presenta este proyecto, ante lo cual organizaciones de la sociedad civil como la ONG Ojos de Mar (www.ojosdemar.org) y muchas otras de carácter local han levantado una defensa y alerta a nivel nacional e internacional debido al carácter de sacrificio territorial en que se encuentra la comuna de San Antonio frente al proyecto de ampliación portuaria.

#### Terminal intermodal Barrancas
El Terminal Intermodal Barrancas es un proyecto aprobado en 2023 y que está destinado a potenciar la capacidad logística del puerto de San Antonio mediante la integración del transporte ferroviario y marítimo. Desarrollado por la Empresa de los Ferrocarriles del Estado en colaboración con la Empresa Portuaria San Antonio (EPSA), este terminal busca quintuplicar la capacidad de transferencia de carga contenedorizada por ferrocarril, pasando de 50.000 a 250.000 TEU anuales.
La infraestructura contempla la construcción de tres vías férreas de 600 metros de longitud en el recinto de la estación Barrancas, áreas de almacenamiento con capacidad para 2.208 TEU y un edificio de control. El proyecto, adjudicado a la constructora Icil Icafal por 17 millones de dólares, tiene un plazo de ejecución de 18 meses, con inicio de operaciones previsto para mediados de 2025. La construcción de este punto intermodal ferroviario-portuario es parte de una estrategia para fortalecer la red logística (transporte y comercio) de la macrozona central de Chile.

## Infraestructura

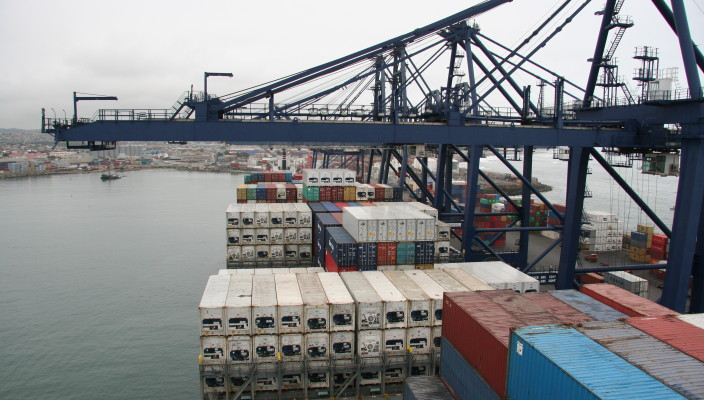
Descarga de contenedores en el puerto de San Antonio.

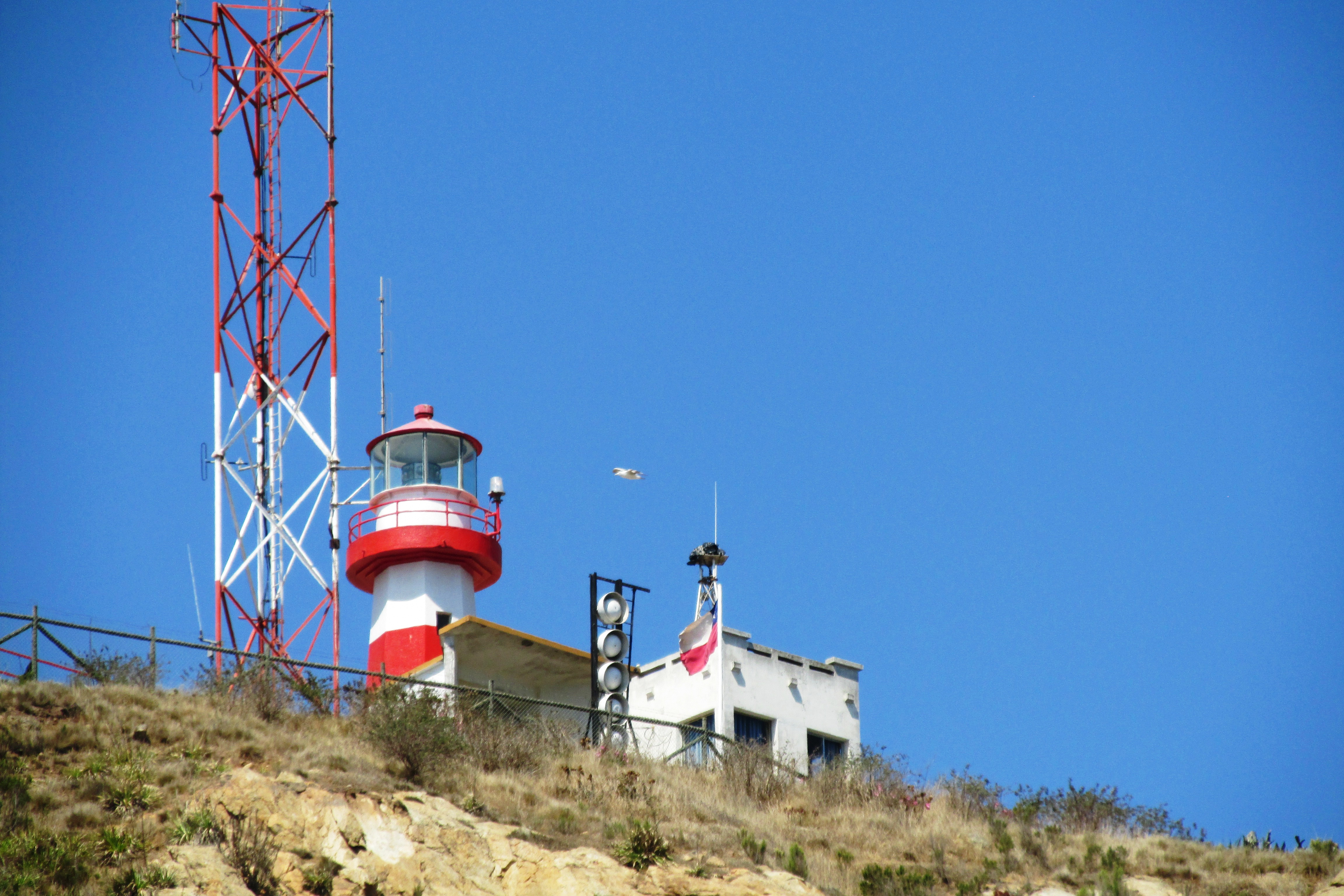
Faro Punta Panul.

El puerto se encuentra al abrigo de la punta Panul, protegido por un molo y con un espigón de atraque en su interior, el cual da origen a las pozas Grande y Chica. En la primera de ellas se encuentran ubicados los sitios 1, 2 y 3, formando parte del Molo Sur. En el fondo de la poza se encuentra el muelle pesquero Sopesa, mientras que al oriente se ubican los sitios Costanera 1 y Costanera 2, prolongándose hacia el norte con los sitios 4 y 5, formando parte del espigón. En la poza Chica y por el costado oriente del espigón se ubican los sitios 6 y 7. Por su parte, en la ribera sur de la punta Panul, se encuentran los sitios 8 y 9.
Los sitios 1, 2 y 3 están destinados principalmente a la transferencia de contenedores, carga general, graneles sólidos y líquidos, además de la transferencia de químicos y productos IMO, comúnmente ácido sulfúrico. El Terminal Pesquero Sopesa consta de un muelle con capacidad para albergar una embarcación destinada a transferir pesca, comúnmente sardina y anchoveta. Los frentes de atraque correspondientes a los sitios 4, 5, 6, 7 y el muelle Costanera están destinados principalmente para carga y descarga de contenedores, rodados, carga general y graneles sólidos. El frente de atraque 8 está ligado exclusivamente a la descarga de graneles sólidos, mientras que el sitio 9 a la transferencia de graneles líquidos.
Otras características de los sitios de amarre se detallan a continuación:
| Amarre       | Calado (m) | Eslora (m) | Concesionario                      |
| ------------ | ---------- | ---------- | ---------------------------------- |
| Sitio 1      | 14         | 363        | San Antonio Terminal Internacional |
| Sitio 2      | 14,9       | 337        | San Antonio Terminal Internacional |
| Sitio 3      | 14,9       | 253        | San Antonio Terminal Internacional |
| Sitio 4      | 10,69      | 237        | Puerto Central                     |
| Sitio 5      | 10,69      | 237        | Puerto Central                     |
| Sitio 6      | 6,49       | 321        | Puerto Central                     |
| Sitio 7      | 6,49       | 321        | Puerto Central                     |
| Sitio C1     | 14         | 367        | Puerto Central                     |
| Sitio C2     | 14         | 367        | Puerto Central                     |
| Sitio 8      | 12,2       | 230        | Puerto Panul                       |
| Sitio 9      | 10         | 190        | Empresa Portuaria de San Antonio   |
| Sitio Sopesa | 5,5        | 70         | Terminal Pesquero Sopesa           |

En cuanto a infraestructura para ayudar a la navegación el puerto cuenta con el faro Punta Panul, inaugurado en 1924. Además del faro, se cuenta con 4 balizas, 4 enfilaciones y 2 boyas.